# Diomid (Dzjuban)
Diomid (světským jménem: Sergej Ivanovič Dzjuban; 24. června 1961, Kadijivka – 20. listopadu 2021, Kolčanovo) byl ukrajinský pravoslavný duchovní Ruské pravoslavné církve a biskup anadyrský a čukotský.
Roku 2008 byl zbaven Svatým synodem kněžství.

## Život
Narodil se 24. června 1961 v Kadijivce v Luhanské oblasti.
Roku 1983 dokončil studium na Charkovský institut radioelektroniky. Získal práci konstruktéra v Charkovském konstrukčním a technologickém úřadu.
Roku 1986 nastoupil na Moskevský duchovní seminář.
Dne 3. července 1987 byl v Trojicko-sergijevské lávře představeným monastýru archimandritou Alexijem (Kutěpovem) postřižen na monacha a přijal mnišské jméno Diomid na počest mučedníka svatého Diomeda z Tarsu.
Dne 18. července 1987 byl metropolitou minským a sluckým Filaretem (Vachromejevem) rukopoložen na hierodiakona.
Roku 1989 dokončil studium v semináři a nastoupil na Moskevskou duchovní akademii.
Dne 1. září 1991 byl v Donském monastýru rukopoložen patriarchou moskevským Alexijem II. na jeromonacha.
Roku 1993 dokončil studium na akademii ale nezískal titul kandidáta bohosloví.
Akademii předložil disertační práci věnované činnosti metropolity rostovského a jaroslavského Arsenije (Macejeviče). Recenzent který měl za úkol zhodnotit práci upozornil na skutečnost, že ji podle stylu nemohl napsat člověk žijící na počátku 21. století. Zjistil že zdroj této práce je velmi vzácná předrevoluční kniha nacházející se v knihovně akademie, kterou Diomed odnesl na Kamčatku. Recenzent našel druhý výtisk této knihy v Leninově knihovně. Po porovnání textů zjistil, že disertační práce je ze sedmdesáti procent opsána z tohoto starého vydání.
Roku 1991 byl poslán jako kněz na Kamčatku. V letech 1992-2000 byl představeným chrámu Zesnutí přesvaté Bohorodice v Jelizově v Kamčatské oblasti a chrámu Svaté Trojice.
Dne 22. února 1993 byl rozhodnutím Svatého synodu zvolen biskupem petropavlovským a kamčatským.
Dne 28. srpna byl v chrámu Zesnutí přesvaté Bohorodice v Moskvě povýšen patriarchou Alexijem na igumena.
Dne 28. prosince 1993 bylo rozhodnutí Svatého synodu o jeho jmenováním biskupem zrušeno.
Dne 19. července 2000 byl Svatým synodem zvolen biskupem nově zřízené eparchie anadyrské a čukotské.
Dne 21. července 2000 byl v chrámu Ikony Matky Boží Kazaňské povýšen patriarchou Alexijem na archimandritu.
Dne 9. srpna 2000 proběhlo v chrámu Smolenské ikony Matky Boží v Novoděvičím monastýru jeho jmenování za biskupa.
Dne 10. srpna 2000 se v chrámu Smolenské ikony Matky Boží uskutečnila jeho biskupská chirotonie. Světiteli byli patriarcha moskevský Alexij, metropolita krutický a kolomenský Juvenalij (Pojarkov), metropolita solněčnogorský Sergij (Fomin), metropolita volokolamský a jurjevský Pitirim (Něčajev), arcibiskup možajský Grigorij (Čirkov), arcibiskup istrinský Arsenij (Jepifanov), arcibiskup bronnický Tichon (Jemeljanov), biskup Ilian (Vostrjakov), biskup orechovo-zujevský Alexij (Frolov), biskup krasnogorský Savva (Volkov), biskup petropavlovský a kamčatský Ignatij (Pologrudov) a biskup vidnovský Tichon (Nědosekin).
V únoru 2004 podepsal s dalšími biskupy Dálného východu výzvu ruskému prezidentovi Vladimiru Putinovi, kde byl vyjádřen protest proti možnému převodu ostrovů Malých Kuril k Japonsku.
Od února 2007 začal veřejné odsuzovat vedení církve a jejich činnosti považoval za odklon od pravoslaví v doktríně a praxi.
Dne 27. června 2008 byl Archijerejskym soborem Ruské pravoslavné církve zbaven biskupské hodnosti a následující den byl Svatým synodem odvolán z vedení eparchie a byl mu uložen zákaz vykonávat kněžskou službu. Správa eparchie byla svěřena arcibiskupu chabarovskému a priamurskému Marku (Tužikovi). Rozhodnutí Svatého synodu neuznal a učinil prohlášení odsuzující vedení moskevského patriarchátu.
Dne 17. července 2008 vyhlásil anathému na patriarchů Alexije, metropolitu Kirilla (Gunďajeva), metropolitu Filareta (Vachromejeva) a všechny jejich předchůdce kteří se zúčastnili protimonarchistické Únorové revoluce roku 1917 a všichni společně s nimi smýšlející.
Dne 6. října 2008 Svatý synod znovu projednal rozhodnutí o zbavení funkce ale bylo rozhodnuto o platnosti předešlého rozhodnutí. Stejného roku se biskup Diomid dostal do schizmatu.
Dne 25. října 2008 biskup Diomid vysvětil svého vlastního bratra Feofila (Dzjubana) na biskupa bogorodského, což je nekanonický akt. Vyhlásil také obnovení Nejsvětějšího synodu. Přibližně ve stejné době Kornilije (Radčenka) na biskupa a 26. října byl Feofil jmenoval předsedou Nejsvětějšího synodu.
Roku 2009 se usadil na Čukotce ve vesnici Mys Šmidta v Iultinském rajónu Čukotského autonomního okruhu, kde vedl malou farnost.
Dne 17. září 2009 zakázal Kornilijovi (Radčenkovi) kněžskou službu za neoprávněnou kanonizaci cara Mikuláše II. jako „vykupitele“.
Dne 5. února 2018 ve Voroněži koncelebroval s dalším nekanonickým hierarchou arcibiskupem Martinem (Lapkovským).
Zemřel 20. listopadu 2021 při autonehodě na 507. kilometru dálnice А114 (Vologda-Novaja Ladoga) u obce Kolčanovo v Leningradské oblasti.

## Řády a vyznamenání

### Světské vyznamenání
- Rusko Medaile Řádu Za zásluhy o vlast (28. prosince 2000)